# Eupelmus saissetiae
Eupelmus saissetiae is een vliesvleugelig insect uit de familie Eupelmidae. De wetenschappelijke naam is voor het eerst geldig gepubliceerd in 1915 door Silvestri.